# سایتو توشیکاتا
سایتو توشیکاتا (به ژاپنی: 斎藤 利賢 さいとう としかた)، تولد نامشخص - مرگ ۱۵۸۶ میلادی، یک فرمانده نظامی و دایمیو از دوره سنگوکو تا دوره آزوچی-مومویاما، نام رایج او Uemonjo اوئه مونجو است. پدر او سایتو توشیماسا نام داشت.
او پدر، پدربزرگ اینابا ماساکاتسو، اولین ارباب قلمرو اوداوارا و ارباب قلعه شیراکاشی در ولایت مینو بود. اینابا ماساکاتسو پسر کاسوگا نو تسوبونه بود.
به گفته «مینو سیکی» او پس از کشته شدن پدرش توسط سایتو دوسان قصد داشت انتقام بگیرد، اما توکی یوری‌آکی با او مخالفت کرد و به همین دلیل به قلعه شیراکاشی پناه برد.
بچه‌های او ملازمان ارشد آکچی میتسوهیده شدند، اما پسرش سایتو توشی‌میتسو پس از حادثه معبد هوننو اعدام شد و ایشیگای یوریتوکی برای خدمت به بستگانش، خاندان چوسوکابه، به ولایت توسا رفت.